# Iris (opera)
Iris è un'opera di Pietro Mascagni su libretto di Luigi Illica. Opera simbolista, e non verista come gran parte dei precedenti lavori di Mascagni, è famosa per il coro finale "Inno del sole", che fu l'inno ufficiale delle Olimpiadi di Roma del 1960. 
Venne rappresentata in prima assoluta al Teatro Costanzi di Roma nel 1898 e nella seconda versione il 19 gennaio 1899 diretta da Arturo Toscanini sempre con la Hariclea Darclée e Fernando De Lucia al Teatro alla Scala di Milano. Lanciò in Italia la moda dell'esotismo nippofilo, ripresa poi con successo ancora maggiore da Giacomo Puccini in Madama Butterfly (1904).
| Ruolo                                                   | Registro | Cast della première, 22 novembre 1898 (dirige: Pietro Mascagni) |
| ------------------------------------------------------- | -------- | --------------------------------------------------------------- |
| Iris                                                    | soprano  | Hariclea Darclée                                                |
| Il Cieco                                                | basso    | Giuseppe Tisci Rubini                                           |
| Osaka                                                   | tenore   | Fernando De Lucia                                               |
| Kyoto                                                   | baritono | Guglielmo Caruson                                               |
| Geisha                                                  | soprano  | Ernestina Tilde Milanesi                                        |
| Un merciaiolo                                           | tenore   | Eugenio Grossi                                                  |
| Un cenciaiolo                                           | tenore   | Piero Schiavazzi                                                |
| Coro: negozianti, lavandaie, geishe, samurai, cittadini |          |                                                                 |

## Genesi

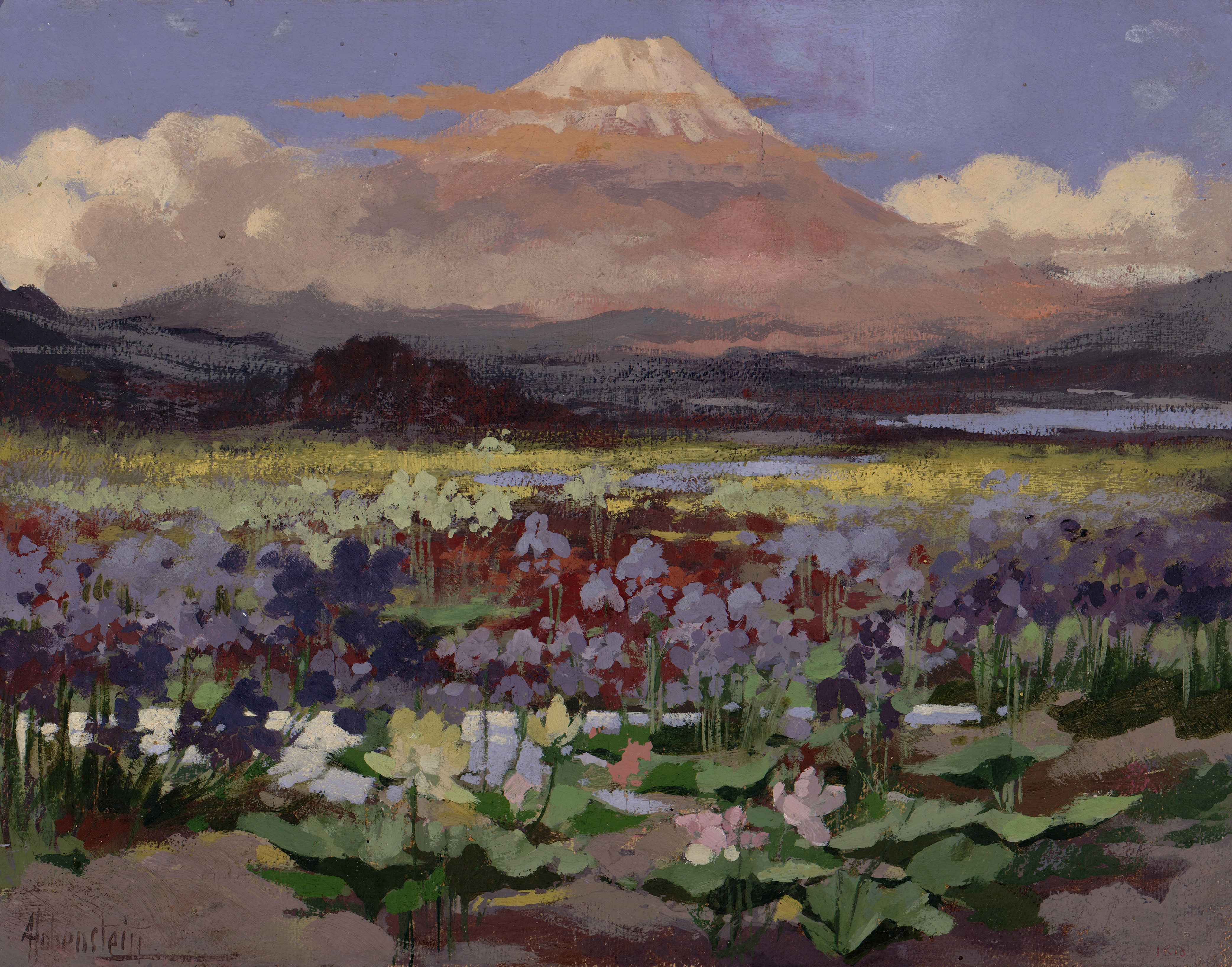
Distesa di iris, bozzetto per Iris atto 3 (1898). Archivio Storico Ricordi

Nel 1896 Luigi Illica propose un'opera giapponese a Mascagni, per dare una risposta italiana al simbolismo e al gusto per l'esotico crescente nella cultura europea. Mascagni accoglie il progetto «con entusiasmo che non ha l'eguale» e si mette a studiare «il tipo armonico giapponese» percorso che porterà all'uso di gong o della scala esatonale. 
Il compositore, durante la stesura, avvertendo la mancanza di un forte mordente teatrale, avrebbe preferito un finale scenografico, trionfale a concludere l'opera, modifica che però non avvenne.
Venne però inserita la cosiddetta "aria della piovra" ("Un dì, ero piccina") che si ispira alla stampa erotica Il sogno della moglie del pescatore dell'artista giapponese Hokusai, raffigurante un rapporto carnale tra una donna e due polpi. Il personaggio principale, Iris, descrive infatti una scena, che aveva visto in un tempio Buddista quando era bambina, raffigurante un polpo che avvolgeva i suoi tentacoli attorno a una giovane donna sorridente, uccidendola. Iris ricorda anche che un bonzo le aveva spiegato: "Quella piovra è il piacere...quella piovra è la morte!".

## Trama

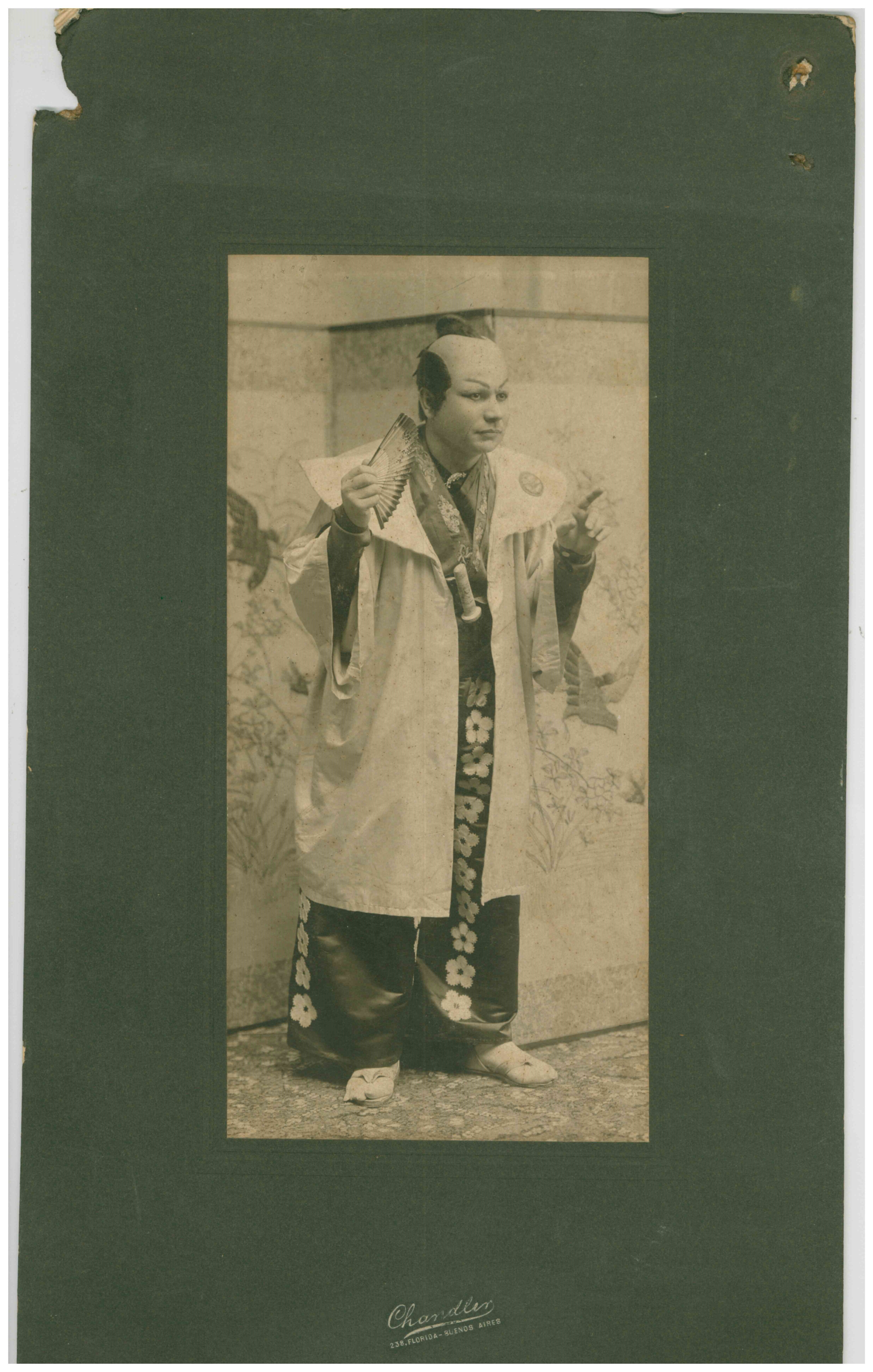
Amedeo Bassi in costume di scena, interprete in Iris a Buenos Aires nel 1904.

Iris, un'ingenua figlia di un vecchio cieco, vive lieta godendo delle semplici cose della natura, ma involontariamente attira su di sè le attenzioni di Osaka, un bieco nobile. Invaghitosi della ragazza, Osaka la rapisce tramite un teatrino di pupi che la incantano. Iris viene condotta a Yoshiwara, luogo di perdizione, mentre crede ancora di sognare, o di trovarsi in paradiso; Osaka cerca di sedurla, ma riesce solo a terrorizzare la fanciulla.

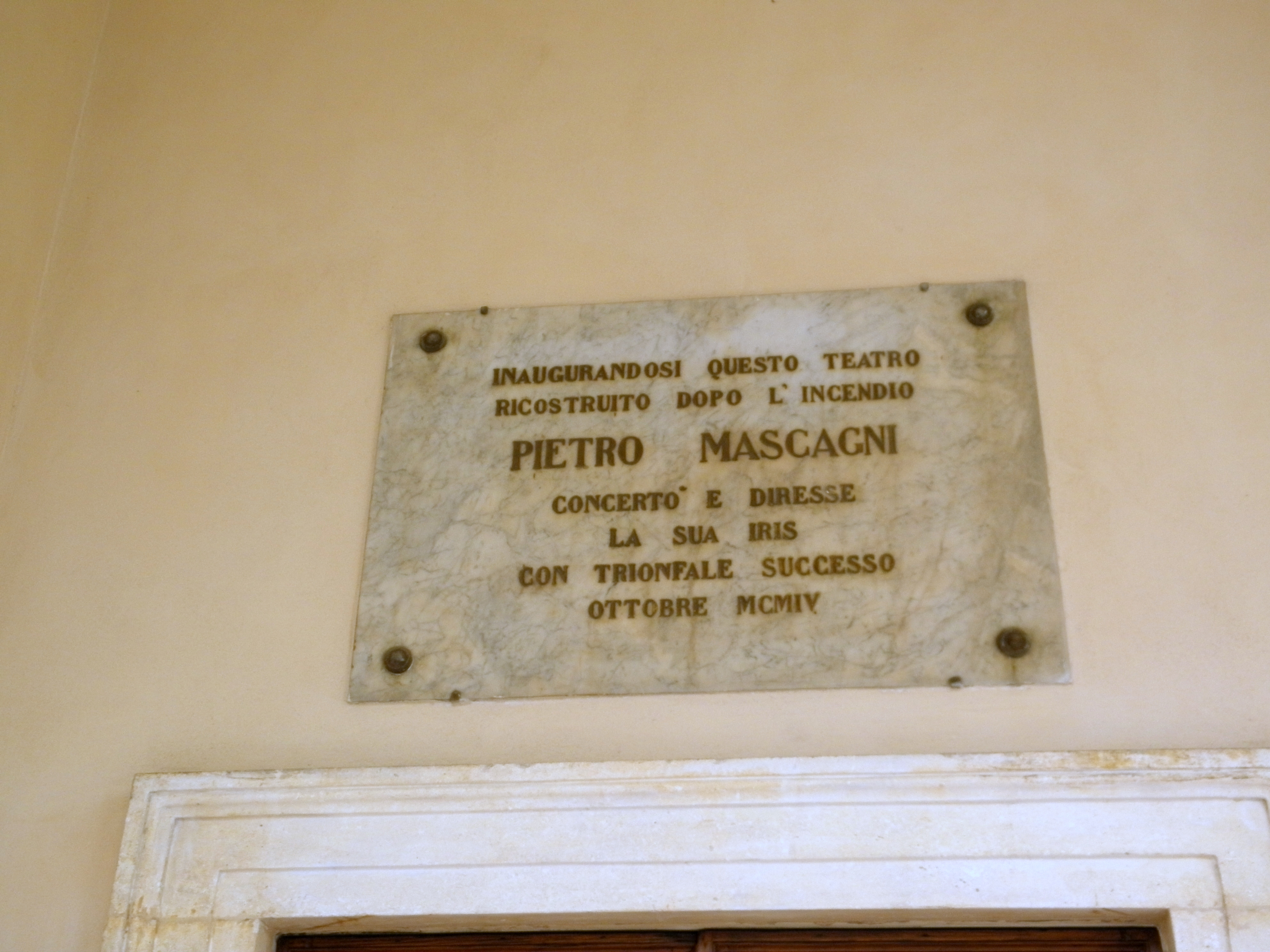
Lapide commemorativa dell'esecuzione dell'Iris alla riapertura del Teatro Sociale di Rovigo.

Stanco e infastidito della semplicità di Iris, Osaka la lascia in balìa di Kyoto, che la espone nella casa di piacere. Là, raggiunta e maledetta dal padre che non sa del rapimento, Iris si getta, per la vergogna, in un baratro. La ragazza muore sotto il bacio del sole, che trasforma il suo corpo nel fiore che ha il suo nome, Iris.

## Organico orchestrale
La partitura di Mascagni prevede l'utilizzo di:
- ottavino, 2 flauti, 2 oboi, corno inglese, 2 clarinetti in La e Si bemolle, 2 fagotti, controfagotto;
- 4 corni in Mi e Fa, 3 trombe in La e Si bemolle, 3 tromboni, trombone basso;
- timpani, triangolo, tamburino, grancassa, piatti, campanelli, grande tam-tam, gioco di tam-tam intonati (La1-La2);
- sàmisen, 2 arpe;
- archi.

Inoltre, sul palco:
- flauto, piccolo oboe;
- 4 cornette in Si bemolle, 4 tromboni tenori;
- percussioni giapponesi, 2 timpani giapponesi in La e Mi, 2 piccoli tam-tam giapponesi in La e Mi;
- arpa;
- viola, violoncello, contrabbasso.

## Critica

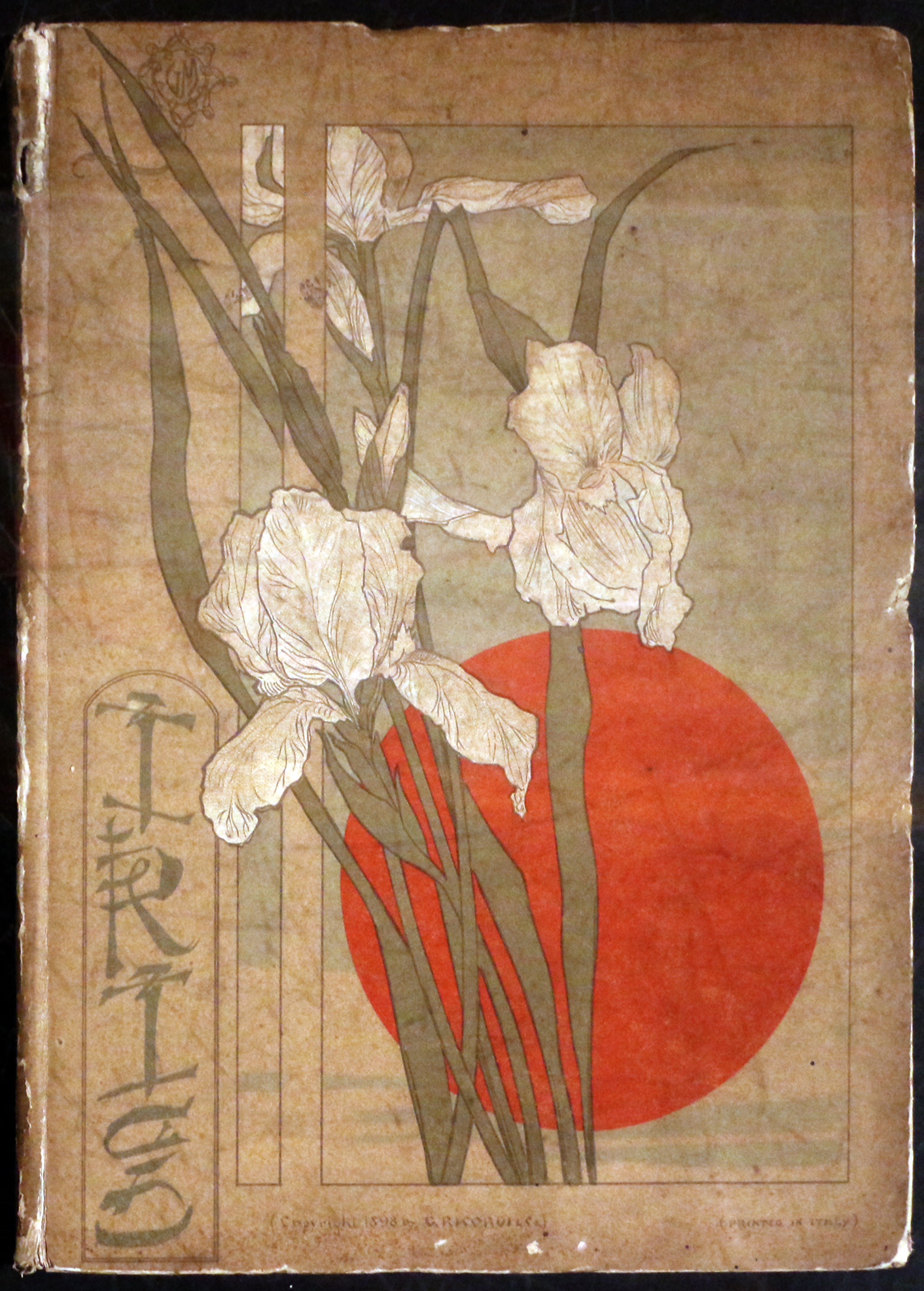
Copertina del libretto di Iris di Giovanni Maria Mataloni per Ricordi, 1898

La critica ha avuto nel tempo un giudizio piuttosto severo su questo lavoro, per una somma di motivi:
- il Giappone raffigurato nell’Iris è sostanzialmente una terra di fantasia, un paese di sogno inventato (ben diverso da quello più ‘autentico’ di Butterfly che Puccini riempì di temi giapponesi originali e di scale pentatoniche ed esatonali per dare maggiore verità ambientale alla sua opera);
- la vicenda sarebbe esile e debole nella logica drammaturgica;
- i personaggi sarebbero appena delineati e vuoti nel muoversi della trama;
- lo spettatore avrebbe difficoltà ad essere introdotto pienamente nella vicenda.

Si possono invece trovare elementi positivi nell'opera: come detto non è verista ma simbolista, quindi il primo argomento di critica ed il confronto con Butterfly appare malposto.
Mascagni, rinunciando alla classica azione melodrammatica a favore di una sensazione d'esotismo, si rende innovatore e riesce a comporre una musica che sola sostiene tutto il lavoro nella sua complessità (come nel noto Inno del sole). Iris si rivela una pagina autenticamente mascagnana proprio per la bellezza e l'empito dell'invenzione melodica e per la ricchezza dei particolari strumentali.
Probabilmente la critica non comprese la forte novità di questo distacco del Mascagni dal cliché verista: in effetti il giuoco teatrale è quasi astruso, ma se ben valutato e compreso, ricco di profondi e sottili significati. 
La scrittura mascagnana elargisce pagine di bellezza assoluta come l'aria di Ior, il coro delle lavandaie (" Al rio! ") l'aria della piovra, la danza delle geishas, oltre al celeberrimo Inno del Sole (erroneamente detto Inno al Sole) che apre e chiude l'opera. 
Si può senz'altro dire che Iris sia un lavoro sottovalutato e non percepito a pieno nella sua forza e nella sua portata. Precede cronologicamente altre opere accolte con largo successo ma sostanzialmente rappresenta con un glorioso epilogo, il punto di conclusione della storia del melodramma.